# فیلیس کرک
فیلیس کرک (انگلیسی: Phyllis Kirk؛ ۱۸ سپتامبر ۱۹۲۷ – ۱۹ اکتبر ۲۰۰۶) یک هنرپیشه اهل ایالات متحده آمریکا بود. 